# Jean Bertola
Jean-Claude Bertola (* 5. Juni 1922 in La Roche-sur-Foron, Département Haute-Savoie, Frankreich; † 9. September 1989 in Paris) war ein französischer Pianist, Chansonnier und Arrangeur. Bekannt wurde er besonders als Interpret von Chansons seines Freundes Georges Brassens, die dieser selbst nicht mehr hatte aufnehmen können.
1952 nach Paris gekommen, war er als Pianist und Arrangeur für eine Reihe französischer Chansonniers tätig, etwa als Begleiter von Charles Aznavour. 1957 spielte er eine eigene Schallplatte mit einer französischen Adaption von Sixteen Tons ein und erhielt dafür den Grand Prix du Disque. Er verzichtete aber auf eine weitere Karriere als Chansonnier und wurde „directeur artistique“ bei Polydor.
Jean Bertola war in zweiter Ehe verheiratet mit der französischen Filmkritikerin Danièle Heymann (* 1933) und Vater dreier Töchter.

## Diskografie
- Jean Bertola (Pathé-Marconi, LP, 1957)
- Les dernières chansons inédites de Georges Brassens (Philips, 2 LPs, 1982; CD 1991)
- Le Patrimoine de Georges Brassens (Philips, 1985; CD 1991)